# あねいもNeo 〜Second Sisters〜
『あねいもNeo 〜Second Sisters〜』（あねいもネオ セカンドシスターズ）は、2012年11月30日にbootUP!から発売された18禁恋愛アドベンチャーゲーム。2013年11月29日に新たなヒロインを加えた『あねいもNeo+ 〜Second Sisters〜』（あねいもネオプラス セカンドシスターズ）が発売された。

## 解説
本作はぷちぱじゃまから発売された『あねいも 〜アイとHのステップアップ〜』のリメイク版にあたり、主人公の性癖にヒロインが合わせる「NEO-LOVEエロシステム」というシステムが新たに搭載された。
『あねいもNeo+』は攻略対象が増え、好感度調整による3Pルートの開放といった「ヒロインオルタナティブパート（heroine alternative part（Heart）システム」が搭載された一方、「NEO-LOVEエロシステム」が削除された。

## あらすじ
（出典：）
主人公・日向四郎は義理の姉妹である舞と七菜、義理の母の桜と暮らしていた。舞は四郎に対して甘く、七菜は四郎に甘えてくる。こんな平和な家族生活がいつまでも続くかと思われた。
しかし、四郎の叔母である最上佐和子から「四郎を引き取りたい」という申し出が来てから事態は一変する。桜が四郎達を大学に進学させようと無理をしていることを知っていた四郎は、親の負担にならないように佐和子の元へ行く決心をする。だが甘えたがりの七菜には反対されてしまう。
そのとき、佐和子から「夏休みが始まる20日後までに答えを出してほしい」という提案が出る。
こうして四郎のと日向家族の忘れられない夏が始まる。

## 登場人物

### 主人公
日向 四郎（ひなた しろう）
主人公。幼い頃に両親を亡くし日向家に引き取られた過去があり、日向家のことを本当の家族の様に思っている。姉の舞に甘やかされ、妹の七菜からは抱きつかれたりと姉妹揃って学園に通っている。舞、七菜を溺愛しており二人に何かあれば実力行使も辞さないシスコンとして認知されている。旧姓は古鷹（ふるたか）。
藤堂流という護身術を学んでおり道場では師範、師範代に次ぐ実力者。師範は入院中のため相手が出来るのは師範代の高美のみだが、稽古ではいつも簡単にいなされてしまうが実力は折紙付き。打突が得意で全身の力で放たれる浸透は強力で油断してたとはいえ有段者である清四郎を一撃でダウンさせてしまうほど。舞や七菜を護るため不良を相手にするがついやり過ぎてしまい高美に灸を据えられる事がある。
幼い頃から道場へ通っていたため忍耐力とスタミナが着いており、エッチの際はベッドヤクザと化しそれがいかんなく発揮される。また、どのエンディングでも最後は子供を授かっている。学園を卒業後は佐和子のコネで一般社員として入社し、努力の甲斐あって同期ではトップの成績を納めるようになる。
佐和子の突然の申し出に困惑するものの前向きに検討している。が、七菜に反対され困惑する。

### ヒロイン
日向 舞（ひなた まい）
声:遠野そよぎ
161cm B87(D)/W56/H91 A型
四郎の義姉。四郎にかなり甘い部分があり溺愛している。妹の七菜と同様、四郎に好意を寄せているが七菜のように素直になれないでいる。スタイルも抜群で玲子と並んでミス八鐘（やつかね）と称され有名。しかし、七菜のように胸がない事を憂いておりコンプレックスになっているが自身のスタイルの良さに自覚はない。四郎に対してガードが甘い部分があり「四郎ちゃんになら見られてもいい」とズレた部分がある。水泳部に所属しすでに引退して葉月を部長に指名している。時間があれば部活に顔を出し手は泳いでいる。Neo+にて桜と七菜とのエンディング、予約特典のアペンドディスクにて玲子とのストーリーが追加された。
土日限定で十河神社で巫女のアルバイトをしており髪を下している。いつもはポニーテールにしている。四郎が佐和子に引き取られる話が出た時、四郎の気持ちをくみ取り反対はしなかったが、本心としては出て行って欲しくはなかった。玲子からエッチの際は尽くすタイプと言われからかわれた。
日向 七菜（ひなた なな）
声:木村あやか
154cm B92(F)/W62/H88 B型
四郎の義妹。四郎に懐いており人前だろうと抱きつくなどスキンシップが激しい。舞とは違い四郎への好意を隠そうともせず素直に表現している。舞のようにスタイルが良くないと思っているが学園一の爆乳の持ち主として有名。しかし自身はそれがぽっちゃりしていると思っている。文芸部に所属している。部内でも相当のブラコン娘として認知されている。舞と同じく四郎に対してガードが甘い部分があり、裸を見られても気にしてない様子。子供っぽい部分があるが、それが人気を博している部分がある。
四郎が佐和子に引き取られる話が出た時に唯一反対した。
日向 桜（ひなた さくら）
声:一色ヒカル
158cm B105/W65/H91 O型
舞、七菜の母。四郎にとって育ての親にあたる。四郎の事は本当の息子の様に思っている。3人には大学に進学して欲しいと考えており最近では残業をし、土日にはパートに出ようかと考えていた矢先に四郎を引き取りたいと佐和子の話が出てきた。舞と四郎から学園を卒業後は就職したいと言われている。
18歳で結婚、その翌年に舞を出産。その2年後に七菜を産んでいる。四郎の両親が亡くなり四郎を引き取るが、そのすぐ後に夫を亡くしている。若づくりをしており、四郎の姉ではないかと勘違いされる事もしばしば。しかし、そのくらい若く見え、スタイルも抜群。ヒロインの中で最年長。佐和子の話が出てきてから四郎を息子ではなく男性として見始めている自分に嫌悪する事も。
最上 佐和子（もがみ さわこ）
声:野神奈々
165cm B95/W57/H89 AB型
四郎の実母の妹で叔母にあたる。四郎の両親が亡くなった時はまだ学生で家庭の事情から引き取れなかった過去がある。両親と親戚からも反対された事から大学を卒業後、会社を設立。悔しさをばねに経営をし続けた結果、レナウン社「SAWAKOブランド」を確立し、地位と財を手に入れる。引き取る準備が出来たため高富に話を持ちかける。
姉のことを尊敬しており、姉が遺した四郎を引き取り二人で暮らしたいと思っている。今の会社の地位が邪魔になるならその地位を捨ててもいいと豪語するほどに熱意がある。大半のルートでは四郎の意見を尊重し応援してくれる。

### 追加ヒロイン
高天 玲子（たかま れいこ）
声:楠鈴音
165cm B87/W55/H83 O型
舞の親友。八鐘学園で副会長をしており、何もしない会長になり代わり生徒会を動かしている。良家のお嬢様でそれなりの名家であるためお嬢様然として話しかけづらいオーラがある。舞らの事情を知っている数少ない人物で舞の四郎に対する好意も知っている。そのため思わせぶりな発言やからかう場面が多く小悪魔的な雰囲気を漂わせる事もある。四郎の事を気に入っており「弟君」と呼んで好意を抱いている。
家を出て行った明日香の事を尊敬しており今でも時折会っている。清四郎が持ってくる縁談話には飽き飽きしており自分も明日香のような強い人物になりたいと考えている。
Neo+にてヒロインに昇格した。
足柄 葉月（あしから はづき）
声:平山紗弥
161cm B81/W56/H87 B型
日向家の向かい側に住む幼馴染。四郎とは同級生でクラスメイト。水泳部に所属しており舞の後を継いで部長を務めている。パワフルな泳ぎで他者を圧倒するが勉学は低空飛行をしている。幼馴染の四郎に好意を寄せるものの舞や七菜に焼きもちを妬いて四郎に手を上げることも少なくない。
Neo+にてヒロインに昇格した。
藤堂 高美（とうどう たかみ）
声:岬友美
170cm B88/W53/H83 A型
四郎が通う藤堂道場の師範代。現在、父であり師範の無道が腰を痛めヘルニアで入院中のため道場の管理などを一人で行っている。四郎とは長年の付き合いで道場では師範の次に強い。四郎の実力は認めており、相手を務まるのは自分だけ。ショートカットで凛々しい姿から学生時代は男性より女性にもてたらしい。男性からも告白を受けた事はあるが全て断っている。恋愛関係には奥手で四郎にその手の話題でからかわれると頬を赤くする。藤堂流は護身術に特化したもので自ら他流とやり合うものではないと四郎に厳しく云いつけている。しかし、四郎がいくら護るために武術を使うとやり過ぎてしまうため注意している。
Neo+にてヒロインに昇格した。
高天 明日香（たかま あすか）
声:御苑生メイ
168cm B88/W56/H86 O型
Neo+から追加された新ヒロイン。玲子の姉で現在家出中。高天家の長女として求められる事が多く、規制も多かった事の嫌気が差し出奔する。本人は縁を切ったとしている。が、家の繋がりを強くしようと画策する父・清四郎により連れ戻されそうになるところを四郎に助けられ興味を持つ。清四郎の影響からか空手や柔道、剣道など武術を習っており実力は相当なもの。
妹の玲子を大切に想っており今でも時折会っている。ツーリングが趣味でバイクに乗っている姿を見かける。十河駅から数駅離れた場所に住んでいる。

### サブチャラクター
陸奥 高富（むつ たかとみ）
声:J-一朗
桜の兄。十河神社で宮司を務める。少し前に腰を痛めてしまい、土日に巫女のアルバイトを舞に頼んでいる。四郎を引き取りたいと何度も懇願しに来る佐和子の願いに折れて四郎と合わせる事を決める。舞の気持ちを知っているため四郎を佐和子に会わせた事を語っている。
武蔵 大和（たけくら やまと）
声:葵海人
四郎のクラスメイトで悪友。欲望に忠実でよく水泳部へ舞を覗きに行っているが四郎共々葉月に制裁を加えられる事が多い。七菜に慕われているが四郎の比ではない。制裁されてもしばらくすると起き上がってくるが明らかに名前負けしている。
高天 清四郎（たかま せいしろう）
声:成江太郎
高天家当主。明日香と玲子の父親で高天グループのトップ。前作の『あねいも2 〜Second Stage〜』に登場した霧島姉妹の親戚にあたる。四郎らが住む十河町では名家として知られており、娘達に名家である事を自覚してほしいと厳しく躾けて育ててきたが、束縛された生活に嫌気がさした明日香に家出されてしまう。売り言葉に買い言葉で縁を切ったと言っても、娘の動向が気になり部下を使って監視させている。自身が認めた相手と娘達を結婚させようと見合い話を持ってくるが悉く拒否されている。趣味は格闘技で空手を始めボクシングなど多種多様に齧っており実力は相当なもの。
藤堂 無道（とうどう むどう）
声:昇龍寺竜之介
四郎が通う道場の主。高美の父親で藤堂流の師範を務める。数年前から腰を痛め病院で検査をした結果、ヘルニアと診断され高美の説得に応じ手術を受けた。四郎の事は幼い頃から可愛がっており直々に始動した甲斐あって道場の門下生で随一となった。武術かとしてはかなりのもので高美ですら敵わないほど。桜に滅法弱い部分がある。

## スタッフ
（出典:）
- 企画・シナリオ : 長野ヒロユキ
- キャラクターデザイン・原画 : 東雲一彦

## 主題歌
- あねいもNeo主題歌 『Steadily』
  - 作詞:川田まみ / 作曲・編曲:C.Gmix / VOCAL:桐島愛里
- あねいもNeo+主題歌 『Eternal song』
  - 　作詞:桐島愛里 / 作曲・編曲:C.G mix、星野威 / VOCAL:桐島愛里

## 評価

### あねいもNeoに対する評価
Game-Styleのほしざきしんやは、性に満ちた日々を送る中で、性行為の内容がエスカレートしていく様は萌えゲーの中でも異端だとしている。
また、ほしざきは桜と佐和子の二人のインパクトが強烈だったとも述べている。

### あねいもNeo+に対する評価
Game-Styleのほしざきしんやは、『あねいもNeo+』について、「　主人公の別離や未来……というメインテーマが簡単に使えない他人であることを逆手に取り、家族という立場ではできない真っ当な恋愛を描くことに成功。」と評価している。
ほしざきは葉月のルートの展開について「お互いが颯爽と解決……ではなく、あくまでも葉月や主人公自身が答えを出す、というのが青春でたまりません。」と述べ、恋人になった後も共通ルート時と同等の距離感を保っている点についても評価している。